# Jürgen Ponto
Pour les articles homonymes, voir Ponto (homonymie).
Jürgen Ponto, né le 17 décembre 1923 à Bad Nauheim, Hesse, décédé le 30 juillet 1977 à Francfort-sur-le-Main était un banquier allemand et président du directoire de la Dresdner Bank. Il fut tué par la Fraction armée rouge lors d'une tentative d'enlèvement.

## Meurtre
Le 30 juillet 1977, Brigitte Mohnhaupt, Christian Klar et Susanne Albrecht tentaient de l'enlever à son domicile d'Oberursel, près de Francfort, le banquier. Devant sa résistance, celui-ci fut tué à bout portant de cinq coups de feu. Selon certains, le fait que Susanne Albrecht possédait un lien familial avec Jürgen Ponto (elle était la sœur de sa filleule) aurait fait partie des raisons ayant poussé le commando à agir.
La presse économique allemande considérait Jurgen Ponto comme « l'un des cinq maîtres de la RFA. »